# Gérard de Villiers
Gérard de Villiers (ur. 8 grudnia 1929 w Paryżu, zm. 31 października 2013 tamże) – francuski pisarz, dziennikarz i wydawca.
Ojcem pisarza był Jacques Adam de Villiers. Przyszły pisarz ukończył École Supérieure de Journalisme de Paris, renomowaną uczelnię paryską, kształcącą dziennikarzy.
De Villiers był autorem powieści szpiegowskich (seria SAS opowiadająca o perypetiach austriackiego księcia, agenta CIA Malko Linge). Do końca 2007 wydano powieści, których akcja najczęściej rozgrywa się w wymienionych w tytule miastach, państwach lub regionach (np. Les trompettes de Jericho, Le printemps de Varsovie czy Le gardien d'Israël).
SAS jest skrótem od francuskiego Son Altesse Sérénissime – grzecznościowego tytułu przysługującego książętom, oznaczającego mniej więcej „jaśnie oświecony”. Autor zaczął publikować serię w latach 70. XX wieku. Jego powieści były niezwykle popularne, ponieważ dotyczyły aktualnych wydarzeń i problemów politycznych. De Villiers odwiedzał teatry działań wojennych. Skrytykowano pisarza, gdy wyraził sympatię dla skrajnej prawicy w 1981 w czasopiśmie Minute, stwierdzając, że widział wspaniałe rzeczy we francuskim Froncie Narodowym.

## Powieści z cyklu SAS
- SAS à Istanbul
- SAS contre CIA
- Opération apocalypse
- Samba pour SAS
- Rendez-vous à San Francisco
- Dossier Kennedy
- SAS broi du noir
- SAS aux Caraïbes
- A l'ouest de Jérusalem
- L'or de la rivière Kwaï
- Magie noire à New-York
- Les trois veuves de Hong Kong
- L'abominable sirène
- Les Pendus de Bagdad
- La panthère d'Hollywood
- Escale à Pago-Pago
- Amok à Bali
- Que viva Guerara
- Cyclone à l'Onu
- Mission à Saïgon
- Le bal de la Comtesse
- Les parias de ceylan
- Massacre à Amman
- Requiem pour tontons macoutes
- L’homme de Kabul
- Mort à Beyrouth
- Safari à La Paz
- L'héroïne de Vientiane
- Berlin Check-point Charlie
- Mourir pour Zanzibar
- L'ange de Montevideo
- Murder inc. Las Vegas
- Rendez-vous à Boris Gleb
- Kill Henry Kissinger!
- Roulette cambodgienne
- Furie à Belfast
- Guepier en Angola
- Les otages de Tokyo
- L'ordre règne à Santiago
- Les sorciers du Tage
- Embargo
- Le disparu de Singapour
- Compte à rebours en Rhodésie
- Meurtre à Athènes
- Le trésor de Négus
- Protection pour Teddy
- Mission impossible en Somalie
- Marathon à Spanish Harlem
- Naufrage aux Seychelles
- Le printemps de Varsovie
- Le gardien d'Israël
- Croisade à Managua
- Voir Malte et mourir
- Shangaï-Express
- Opération Matador
- Duel à Barranquilla
- Piège à Budapest
- Terreur à San Salvador
- Le complot du Caire
- Vengeance romaine
- Des armes pour Khartoum
- Tornade sur Manille
- Le fugitif de Hambourg
- Objectif Reagan
- Rouge grenade
- Commando sur Tunis
- Le tueur de Miami
- La filière bulgare
- Aventure au Surinam
- Embuscade à la Khyber Pass
- Vol 007 ne répond plus
- Les fous de Baalbek
- Les enragés d'Amsterdam
- Putsch à Ouagadougou
- La blonde de Prétoria
- La veuve de l'Ayatollah
- Chasse à l’homme au Pérou
- L'affaire Kirsanov
- Mort à Gandhi
- Dans macabre à Belgrade
- Coup d'état au Yémen
- Plan Nasser
- Embrouilles à Panama
- Madone de Stockholm
- Otage d'Oman
- Escale à Gibraltar
- Aventure en Sierra Leone
- La taupe de Langley
- Les amazones de Pyongyang
- Les tueurs de Bruxelles
- Visa pour Cuba
- Arnaque à Bruneï
- Loi martiale à Kaboul
- L'inconnu de Leningrad
- Cauchemar en Colombie
- Croisade en Birmanie
- Mission à Moscou
- Les canons de Bagdad
- La piste de Brazzaville
- La solution rouge
- La vengeance de Saddam Hussein
- Manip à Zagreb
- KGB contre KGB
- Le disparu des canaries
- Alerte au plutonium
- Coup d'état à Tripoli
- Mission Sarajevo
- Tuez Rigoberta Menchu
- Au nom D'Allah
- Vengeance à Beyrouth
- Les trompettes de Jericho
- L'or de Moscou
- Les croisés de l'apartheid
- La traque Carlos
- Tuerie à Marakech
- L’otage du triangle d’or
- Le cartel de Sebastopol
- Ramenez-moi la tête d'El Coyote
- La résolution 687
- Opération Lucifer
- Vengeance Tchétchène
- Tu tueras ton prochain
- Vengez le vol 800
- Une lettre pour la maison blance
- Hong Kong express
- Zaire adieu
- Manipulation Yggdrasil
- Mortelle Jamaïque
- La peste noire de Bagdad
- Espion du Vatican
- Albanie mission impossible
- La source Yahalom
- SAS contre PKK
- Bombes sur Belgrade
- La piste du Kremlin
- L’amour fou du Colonel Chang
- Djihad
- Enquête sur un Génocide
- L'otage de Jolo
- Tuez le Pape [Kto chciał zabić papieża]
- Armageddon [Na śmierć Arafata]
- Li-Sha Tin doit mourir
- Le roi fou du Népal
- Le sabre de Bin Laden
- La manip du Karin A [Afera „Karin A”]
- Bin Laden: La traque
- Le parrain du „17
- Bagdad Express
- L'or d'Al-Qaida
- Pacte avec le diable
- La guerre froide l
- Ramenez-les vivants
- Le conflit israelo-palestinien
- Le réseau Istanbul
- La cuisine aphrodisiaque de SAS
- Le jour de la Tcheka
- Guide SAS de Paris
- Connexion saoudienne
- Otage en Irak
- Tuez Iouchtchenko!
- Guerres tribales en Afrique
- Mission Cuba
- La guerre en Yougoslavie
- L'asie en feu
- Aurore Noire
- La guerre froide II
- Le programme 111
- Que la bête meure
- Révolutionnaires latinos
- Les guerres secrètes de Pékin
- La guerre froide lll
- Le trésor de Saddam: 1
- Le trésor de Saddam: 2
- Russie et CIA
- Le dossier K
- Rouge Liban
- Tumultueuse Afrique
- Guerre froide 4
- Polonium 210
- Le Defecteur de Pyongyang 1
- Le Defecteur de Pyongyang 2
- Otage des Taliban
- Violences au Moyen-Orient
- L'agenda Kosovo